# المور دزرت رنچ (کالیفرنیا)
المور دزرت رنچ (به انگلیسی: Elmore Desert Ranch) یک منطقهٔ مسکونی در ایالات متحده آمریکا است که در شهرستان ایمپریال، کالیفرنیا واقع شده‌است. المور دزرت رنچ -۵۴ متر بالاتر از سطح دریا واقع شده‌است.